# Amenemipet (tể tướng)
Amenemipet Pairy là một vị Tể tướng của Ai Cập cổ đại. Ông đã phụng sự dưới triều đại của Amenhotep II và Tuthmosis IV.

## Gia đình
Amenemipet Pairy là một người con trai của Ahmose Humay và Nub. Ông là anh em họ với Sennefer ông ta được miêu tả trong ngôi mộ của Amenemipet ở Thebes cùng với người vợ của mình là Senetnay. Amenemipet đã có ít nhất một người con trai tên là Paser được miêu tả trong ngôi mộ Thebes của ông.

## Các ngôi mộ và an táng
Amenemipet Pairy có một nhà nguyện mộ trong ngôi mộ TT29 tại khu vực Abd el Qurna ở Thebes. Ngôi mộ thực sự của ông được tìm thấy ở Thung lũng các vị vua. Ngôi mộ KV48 là một ngôi mộ không được trang trí nằm ở nhánh phía Tây thuộc phía tây nam của thung lũng. Nó được đặt gần ngôi mộ KV35, ngôi mộ của Amenhotep II người mà Amenemipet đã phụng sự. Ngôi mộ này có chứa một số shabti thuộc về Amenemipet.